# Gospodarka Indonezji
Gospodarka Indonezji jest największą gospodarką regionu Azji Południowo-Wschodniej. Opiera się głównie na przemyśle (46% PKB w 2011), choć rolnictwo także odgrywa dużą rolę (38% zatrudnienia w 2011). Indonezja, jako jedna z największych gospodarek wschodzących, jest członkiem G20. Wchodzi także w skład regionalnych ugrupowań gospodarczych Azji Południowo-Wschodniej: ASEAN i APEC. Indonezja była członkiem OPEC, jednak w styczniu 2009 zawiesiła członkostwo, gdyż w 2004 stała się importerem netto ropy naftowej i wciąż rośnie jej uzależnienie od importu tego surowca. Wydobycie ropy naftowej i gazu ziemnego prowadzą koncerny międzynarodowe i państwowa firma Pertamina, głównie na Sumatrze, Borneo i Jawie. Eksport gazu ziemnego do Japonii (w formie gazu skroplonego). Produkcja ropy naftowej na poziomie 934 kb/d (2007) i cyny.

## Przemysł
Ze względu na wysoki poziom wzrostu gospodarczego, Indonezja zaliczana jest do grupy azjatyckich tygrysów.

## Rolnictwo
Na wyspach indonezyjskich panują warunki wilgotne, tworzące lasy równikowe, stąd możliwości rozwiniętej uprawy są dość ograniczone.
Indonezja jest krajem raczej rolniczym, odgrywającym ważną rolę w gospodarce światowej jako dostawca kauczuku, kakao (w czwórce największych producentów na świecie), pieprzu, chininy. Gospodarka rolno-plantacyjna daje około 60% dochodu narodowego. Trudny teren do zagospodarowania daje Indonezji możliwości uprawy niecałych 15% powierzchni kraju. Głównymi uprawami są ryż, drzewo kauczukowe, herbata, tytoń, różne egzotyczne przyprawy, palma oleista itp.

## Emisja gazów cieplarnianych
Emisja równoważnika dwutlenku węgla z Indonezji wyniosła w 1990 roku 425,285 Mt, z czego tylko 162,749 Mt stanowił dwutlenek węgla. W przeliczeniu na mieszkańca emisja wyniosła wówczas 0,897 t dwutlenku węgla, a w przeliczeniu na 1 dolar PKB 194 kg. Od tego czasu emisje gazów cieplarnianych rosną, a emisja dwutlenku węgla pod koniec XX w. przekroczyła emisje metanu i potem stanowiła mniej więcej połowę całej emisji. Na trzecim miejscu są emisje podtlenku azotu. Wzrost emisji dwutlenku węgla nastąpił we wszystkich grupach źródeł. W latach 90. główną branżą odpowiedzialną za nią było spalanie przemysłowe inne niż energetyczne, ale w drugiej dekadzie to właśnie energetyka stała się głównym emitentem, a niewiele ustępował jej transport. W 2018 emisja dwutlenku węgla pochodzenia kopalnego wyniosła 557,528 Mt, co odpowiadało za 1,5% światowej emisji, a w przeliczeniu na mieszkańca 2,09 t i w przeliczeniu na 1 dolar PKB 179 kg.

## Handel zagraniczny
Indonezyjskimi towarami eksportowymi są: surowce energetyczne (ropa naftowa, gaz ziemny, węgiel), tworzywa sztuczne, kauczuk i wyroby z kauczuku, maszyny i urządzenia mechaniczne i elektryczne, materiały i wyroby włókiennicze, produkty przemysłu chemicznego obuwie i galanteria, drewno i wyroby z drewna.

## Przypisy

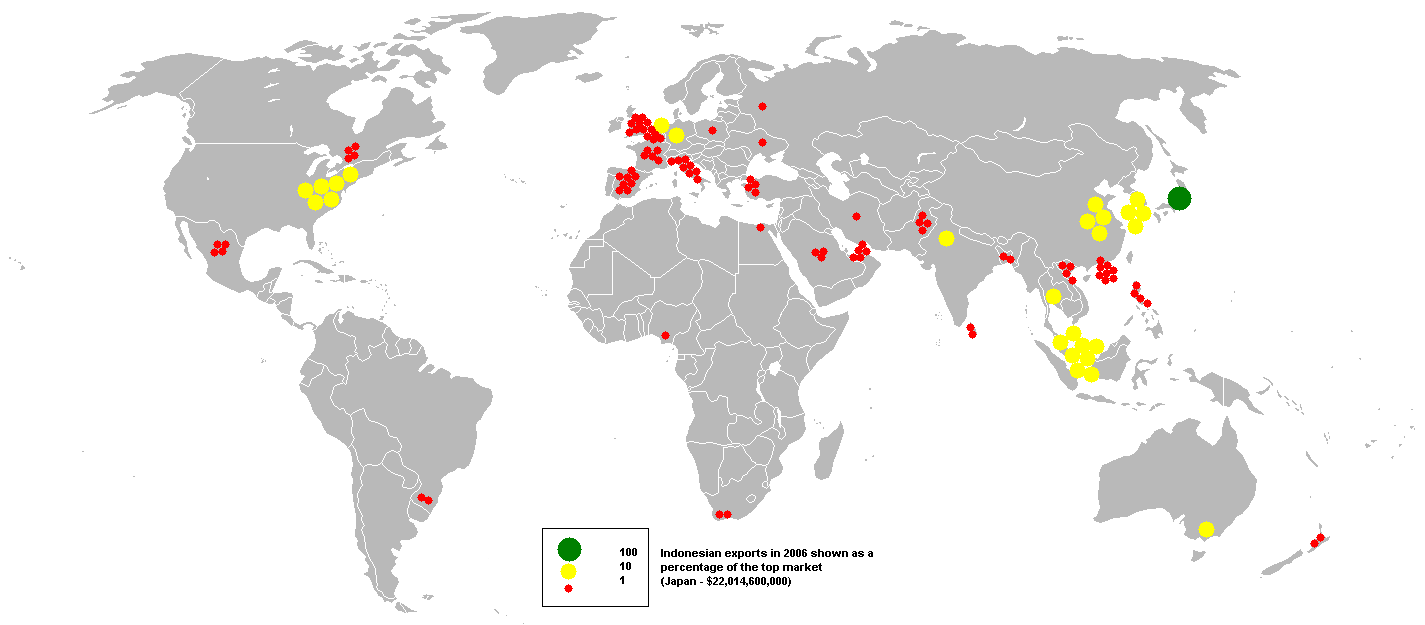
Eksport Indonezji w 2006 według krajów

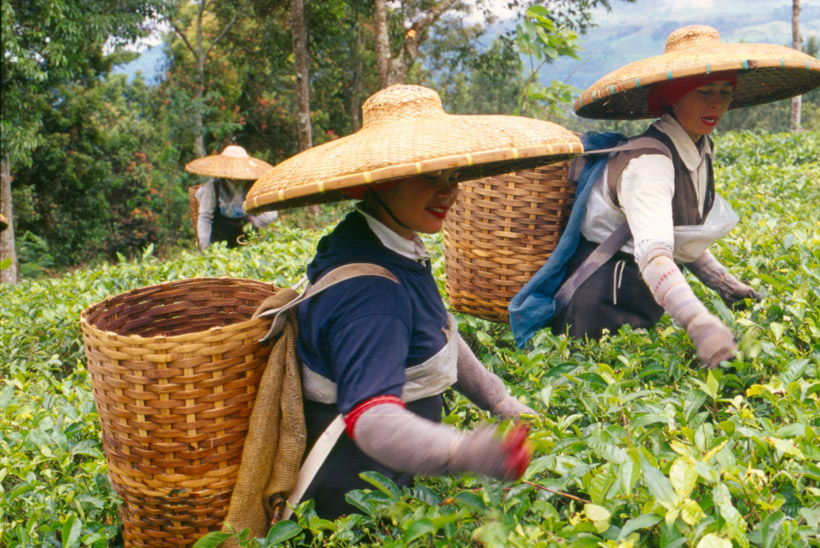
Zbiory herbaty, Bogor, Jawa zachodnia